# Megaselia parvula
Megaselia parvula är en tvåvingeart som beskrevs av Schmitz 1930. Megaselia parvula ingår i släktet Megaselia och familjen puckelflugor. Inga underarter finns listade i Catalogue of Life.